# Starszyna (stopień kozacki)
Starszyna (ros. войсковой старшина) – oficer w dawnych wojskach kozackich. Odpowiadał podpułkownikowi w pozostałych formacjach armii carskiej: kawalerii, piechoty i marynarki wojennej.